# Parafia św. Bartłomieja Apostoła w Niedrzwicy Kościelnej
Parafia św. Bartłomieja Apostoła w Niedrzwicy Kościelnej – parafia rzymskokatolicka z siedzibą w Niedrzwicy Kościelnej, znajdująca się w archidiecezji lubelskiej, w dekanacie bełżyckim.

## Zasięg parafii
Do parafii należy 3105 wiernych z miejscowości: Niedrzwica Kościelna, Niedrzwica Kościelna-Kolonia, Borkowizna, Warszawiaki, Majdan Sobieszczański, Sobieszczany, Sobieszczany-Kolonia, Załucze.

## Historia parafii
Parafia powstała prawdopodobnie w latach 1374–1445. Do 1866 należała do dekanatu chodelskiego, w latach 1866-1918 do lubelskiego, a obecnie do bełżyckiego. W 1983 odłączono od parafii miejscowości Niedrzwica Duża, Czółna, Krebsówka, Marianka, Tomaszówka i przyłączono do nowo powstającej parafii w Niedrzwicy Dużej. W 2006 z części terenu parafii utworzono parafię w Borzechowie.
Trzy pierwsze świątynie były drewniane. Obecna świątynia została wybudowana w latach 1797–1801, z fundacji Tomasza Dłuskiego, została konsekrowana w 1806 przez biskupa Wojciecha Józefa Skarszewskiego. W sierpniu 1914 kościół uległ zniszczeniom w wyniku ostrzału artyleryjskiego, a następnie został spalony przez wojska austro-węgierskie. Kościół odbudowano w 1918, w 1928 konsekracji dokonał biskup Marian Fulman.
Z parafii pochodzą biskupi Stanisław Stefanek i Adam Bab oraz księża Antoni Dębiński i Stanisław Dziwulski.